# Talawas
Talawas ban đầu là một trang mạng văn học sau đó thêm vào các đề tài chính trị, xã hội và từ năm 2009 là diễn đàn và blog, được thành lập từ năm 2001 và do nhà văn Phạm Thị Hoài làm tổng biên tập. Talawas có các phần: Talawas, Talawas Chủ nhật, Tạp chí Talawas, và Talawas Blog. Tất cả các trang này đều đã ngừng cập nhật kể từ ngày 3 tháng 11 năm 2010, tuy vậy toàn bộ kho lưu trữ bài vở vẫn được bảo quản và duy trì trên mạng.
Với phương châm "tôn trọng mọi ý kiến tuy có sự khác biệt, miễn có tâm huyết đóng góp" của ban biên tập, trong khoảng 9 năm hoạt động, Talawas được xem là trang mạng uy tín (cùng với các trang Tiền Vệ và Da Màu) và có thể coi là hàng đầu trong tất cả các trang mạng của người Việt, và được sự cộng tác, đóng góp của nhiều trí thức tên tuổi và thu hút nhiều người, nhiều giới trong nước quan tâm. Talawas cũng là nơi lưu trữ nhiều tư liệu, tác phẩm, bài viết văn học của Việt Nam thời kỳ trước.

## Chủ trương
Phương châm của Talawas là mong đối diện những vấn đề của hiện thực Việt Nam bằng cách đặt chúng vào những góc nhìn của thế giới bên ngoài. Theo nhà văn Phạm Thị Hoài, "chúng tôi khẳng định rằng Talawas không lệ thuộc, không chịu sự câu thúc của bất kì tổ chức, đoàn nhóm, thế lực nào, vì thế quyết định của chúng tôi không do một áp lực nào từ bên ngoài." và "lý tưởng mà Talawas theo đuổi thì trước sau không thay đổi: góp phần khiêm tốn của mình trong việc hình thành một công luận độc lập của người Việt trong và ngoài nước."
Nội dung chủ yếu của Talawas là chuyển tải thành tựu văn hóa thế giới và những thảo luận thời sự của trí thức quốc tế vào các tương quan Việt Nam. Talawas cũng là điểm gặp và cọ xát giữa tiếng Việt và các ngôn ngữ khác.
Chủ trương của Talawas là "góp phần khiêm tốn của mình vào sự hình thành và phát triển một công luận độc lập, một ý thức tự do tư tưởng, một tập quán sinh hoạt tinh thần đa nguyên cho người Việt trong và ngoài nước" và "là một diễn đàn công dân, tự nguyện, phi thương mại, không phụ thuộc vào bất kì một tổ chức chính trị, quân sự, kinh tế, xã hội, tôn giáo nào" với năm tôn chỉ hoạt động:
1. Vì lợi ích chung
2. Đa nguyên đa chiều không áp đặt
3. Hoạt động độc lập không phe nhóm
4. Đối thoại trung thực, thẳng thắn nhưng ôn hoà và
5. Chú trọng chất lượng.[6][9]

Ban biên tập: Bùi Duy Dzy, Cao Việt Dũng, Cổ Ngư, Dietmar Erdmann, Đào Tuấn, Đinh Bá Anh, Đỗ Kh., Hà Vũ Trọng, Hòa An, Hoài Phi, Hoàng Hưng, Hương Trà, La Thành, Lê An, Lê Trọng Phương, Lý Đợi, Mai Chi, Ngô Hải, Nguyễn Khánh Hưng, Nguyễn Phú Thịnh, Patrick Raszelenberg, Phạm Thị Hoài, Tiểu Hằng Ngôn, Trịnh Hữu Tuệ, Trương Hồng Quang, Vy Huyền.

## Lịch sử
Thành lập năm 2001 bởi nhà văn Phạm Thị Hoài.
Bước đầu Talawas chủ trương đối thoại về chủ đề văn học, và sưu tầm những tư liệu, tác phẩm, bài viết văn học văn chương của các tác giả trong nước, như của phong trào Nhân văn Giai phẩm, Tự Lực Văn Đoàn ở miền Bắc, nhóm Sáng tạo ở miền Nam,... và trao đổi về các khuynh hướng văn chương từ Cổ thi đến Tân hình thức, các cuộc tranh luận văn học trên thế giới. Sau đó, Talawas mở rộng thêm chủ đề xã hội và chính trị.
Theo Talawas, từ cuối tháng 5 năm 2004, chính quyền Việt Nam đã thiết lập tường lửa để ngăn chặn sự truy cập từ trong nước đến trang web này. Từ đó, chỉ có người ở ngoài nước Việt Nam mới theo dõi được.
Từ tháng 1 năm 2006, có thêm Talawas chủ nhật dành cho sáng tác văn học chọn lọc.
Ngày 3 tháng 11 năm 2008, trang web Talawas tuyên bố chấm dứt hoạt động "trong hình thức hiện tại". Trang web hứa sẽ trở lại dưới hình thức mới vào ngày 15 tháng 3 năm 2009.
Đúng hẹn, ngày 15 tháng 3 năm 2009, sau hơn bốn tháng tạm ngưng và chấm dứt hoạt động ở hình thức cũ, trang Talawas đã hoạt động trở lại, hoạt động nay gồm hai phần Talawas blog và Tạp chí Talawas định kỳ. Talawas blog là diễn đàn hàng ngày, với phần blog tập trung các cây viết từ Việt Nam và các nơi trên thế giới, với nguyên tắc chính các blogger tự do phát biểu ý kiến và tự chịu trách nhiệm cho diễn đàn của mình. Còn Tạp chí định kỳ phát hành ba tháng một số theo dạng PDF, mỗi số tập trung vào một chuyên đề với bài vở chọn lọc.
Đến ngày 3 tháng 11 năm 2010, lúc 24 giờ Việt Nam, Talawas tuyên bố ngừng hoạt động, vì "bối cảnh hiện tại này đòi hỏi một mô hình hoạt động khác, dựa trên những nền tảng khác, mà Talawas – xuất phát từ điều kiện và nhu cầu của những năm qua – không còn phù hợp" và "chúng tôi thiết tha hi vọng vào sự ra đời của những mô hình báo chí và truyền thông mới, thực hiện bởi những người được trang bị những khả năng và phương tiện mà chúng tôi đã không thể có, với cùng một nhiệt thành phấn đấu cho một nền báo chí tự do cho Việt Nam".
Tuy nhiên, toàn bộ kho lưu trữ bài vở của Talawas sẽ vẫn được bảo quản và duy trì trên mạng như "tài sản chung của cộng đồng mạng".